# Szczyt NATO w Paryżu 1997
Szczyt NATO w Paryżu w 1997 – specjalny (14.) szczyt NATO z udziałem Federacji Rosyjskiej, zorganizowany 27 maja 1997 w Paryżu we Francji.

## Postanowienia szczytu
W czasie szczytu w Paryżu, 16 państw członkowskich NATO podpisało z Rosją „Akt Stanowiący o podstawach wzajemnych stosunków, współpracy i bezpieczeństwa”. Stronę rosyjską reprezentował prezydent Rosji Borys Jelcyn.
Zawarty dokument stanowił plan przyszłej współpracy NATO-Rosja:
- obie strony uznały w nim, że nie uważają się nawzajem za przeciwników. Zobowiązały się do współpracy oraz budowy trwałego i całkowitego pokoju na obszarze euroatlantyckim.
- powołano do życia Stałą Wspólną Radę NATO-Rosja, która miała być platformą konsultacji, współpracy i w miarę potrzeby budowy konsensu.
- ustanowienie przez Rosję Misji przy NATO
- określono dziedziny współpracy: zapobieganie konfliktom, wspólne operacje, wymiana informacji i konsultacje na temat strategii, zapobieganie rozprzestrzenianiu broni masowego rażenia, kwestie dotyczące kontroli zbrojeń, walka z terroryzmem i nielegalnym obrotem narkotykami.
- NATO potwierdziło, że „nie ma żadnej intencji, planu, ani powodu do rozmieszczania broni jądrowej na terytorium nowych członków”[2].